# Gare de Vulaines-sur-Seine - Samoreau
La gare de Vulaines-sur-Seine - Samoreau est une gare ferroviaire française de la ligne de Corbeil-Essonnes à Montereau, située sur le territoire de la commune de Vulaines-sur-Seine, à proximité de Samoreau, dans le département de Seine-et-Marne, en région Île-de-France.
La station est mise en service par la Compagnie des chemins de fer de Paris à Lyon et à la Méditerranée (PLM) lors de l'ouverture au service commercial de la ligne, le 1er juin 1897. Aujourd'hui c'est une halte de la Société nationale des chemins de fer français (SNCF) desservie par des trains de la ligne R du Transilien.

## Situation ferroviaire
Établie à 53 m d'altitude, la gare de Vulaines-sur-Seine - Samoreau est située au point kilométrique (PK) 74,298 de la ligne de Corbeil-Essonnes à Montereau, entre les gares d'Héricy et de Champagne-sur-Seine.

## Histoire

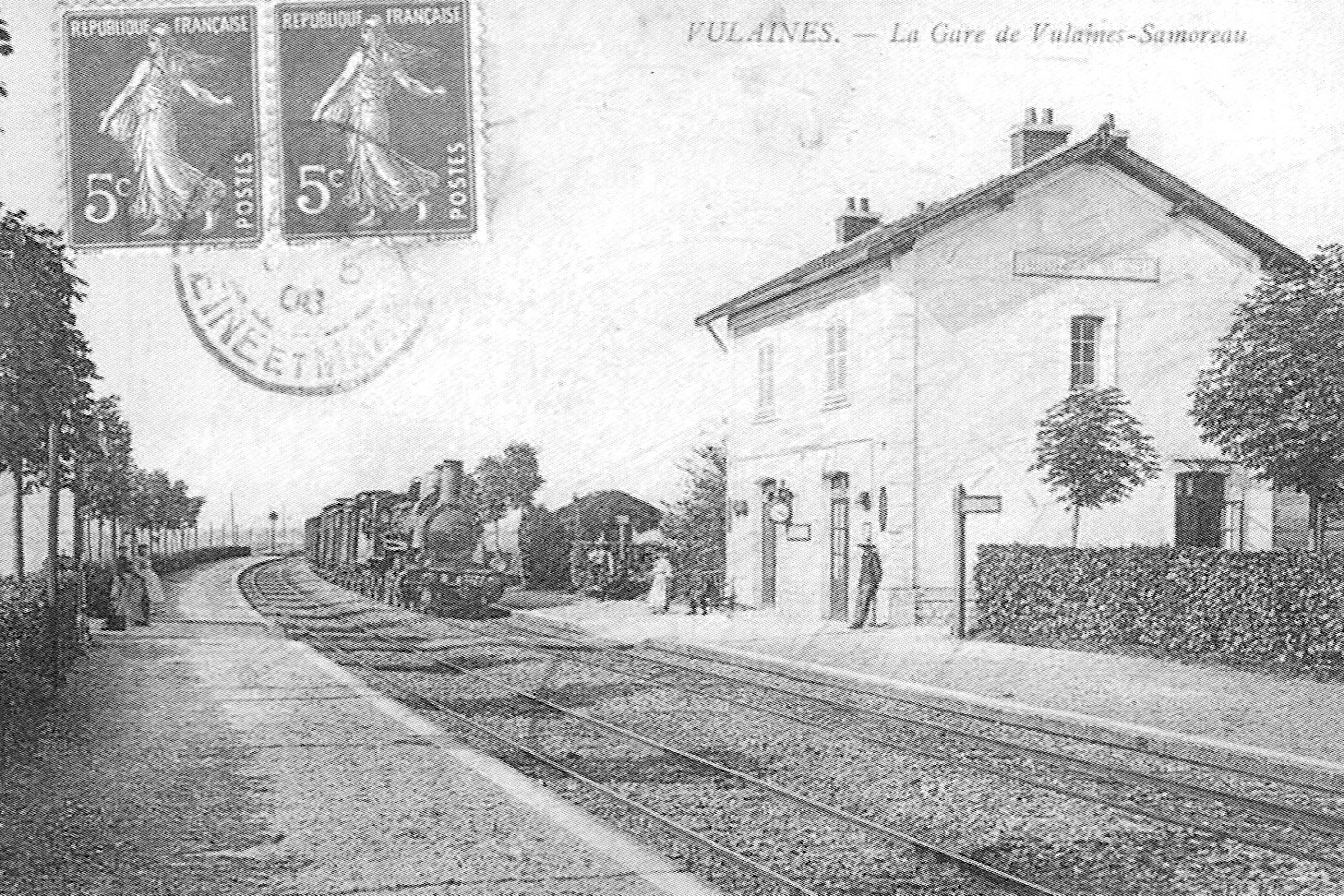
Vue de l'intérieur de la gare au début du XXe siècle.

La Compagnie des chemins de fer de Paris à Lyon et à la Méditerranée (PLM) met en service sa ligne de Corbeil-Essonnes à Montereau le 1er juin 1897. La station située sur la commune de Vulaines-sur-Seine est l'une des huit nouvelles gares de la ligne. Lors de l'inauguration de la ligne le 27 juin 1897, monsieur Turrel, ministre des Travaux publics, fit arrêter le train quelques minutes à Vulaines, comme il le fit à toutes les gares afin de rencontrer les maires et saluer les habitants venus nombreux à chaque arrêt.
Vers la fin du XXe siècle ou le début du XXIe, la gare perd son personnel et le bâtiment voyageurs est fermé. Le nombre de voyageurs quotidiens s'élevait à 74 en 2009 et à seulement 30 en 2011.

## Service des voyageurs

### Accueil
Halte SNCF du réseau Transilien, c'est un point d'arrêt non géré (PANG) à accès libre équipé du mobilier de quai et de la signalétique du réseau, notamment un automate permettant l'achat de billets Transilien.
Les quais ne sont pas d'une hauteur classique pour une gare de l'Île-de-France : ils sont presque à hauteur des voies, ce qui rend difficile la montée ou la descente des trains. La partie utile de chaque quai a cependant été rehaussée. Un ancien passage souterrain très étroit et sans éclairage permet d'accéder en sécurité sur le deuxième quai.

### Desserte
La halte est desservie par les trains omnibus de la ligne R du Transilien circulant entre Melun et Montereau.

### Fréquentation
De 2015 à 2024, selon les estimations de la SNCF, la fréquentation annuelle de la gare s'élève aux nombres indiqués dans le tableau ci-dessous.
| Année     | 2015   | 2016   | 2017   | 2018   | 2019   | 2020   | 2021   | 2022   | 2023   | 2024   |
| --------- | ------ | ------ | ------ | ------ | ------ | ------ | ------ | ------ | ------ | ------ |
| Voyageurs | 57 163 | 56 647 | 55 824 | 54 449 | 52 885 | 33 356 | 93 951 | 43 479 | 89 052 | 98 213 |

### Intermodalité
La gare n'est desservie par aucune ligne de bus. Un petit parking est situé à côté de l'entrée.

## Galerie de photographies

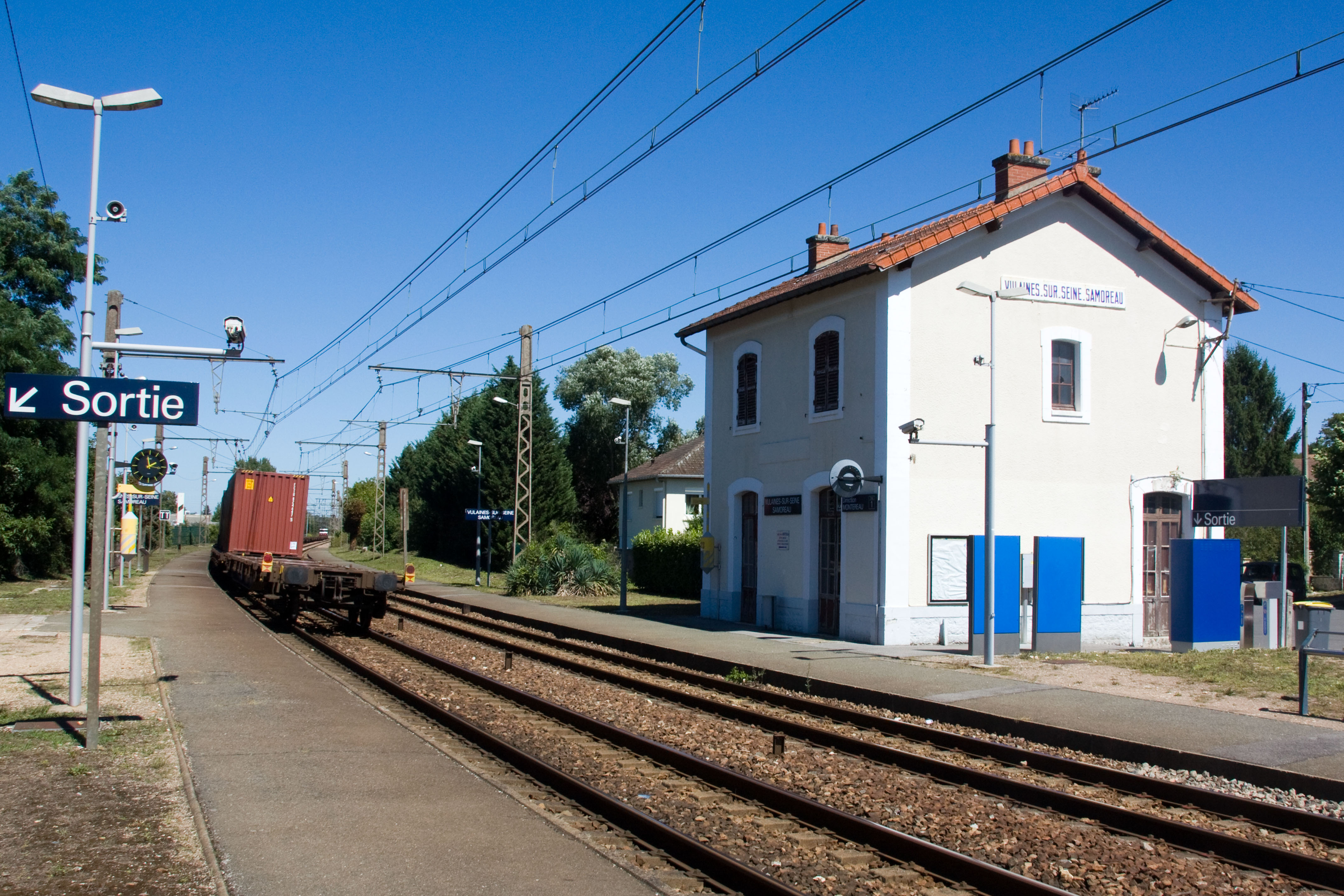
À  gauche : la voie 2 en direction de Melun ; à droite : la voie 1 en direction de Montereau.
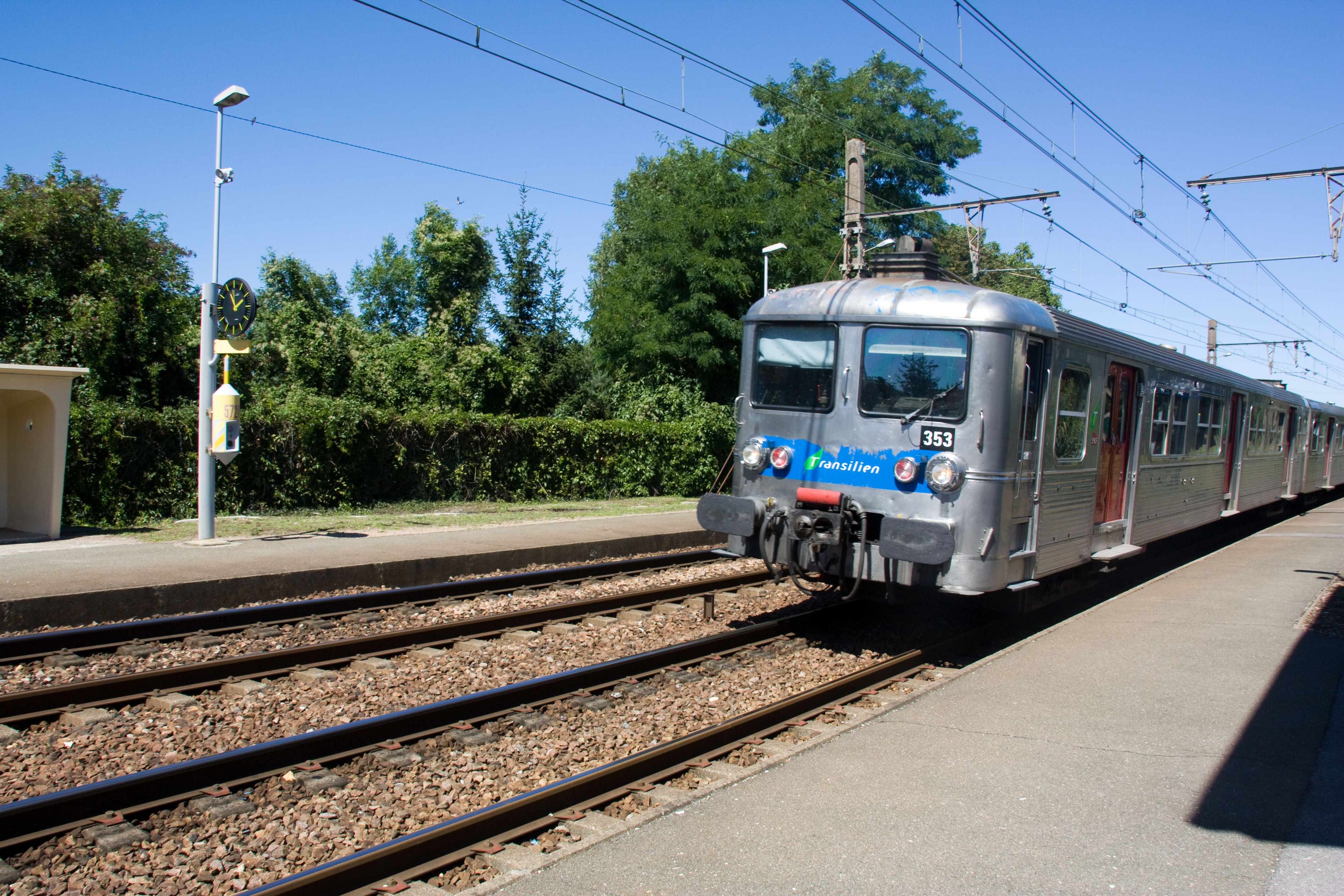
Quais de très faible hauteur.
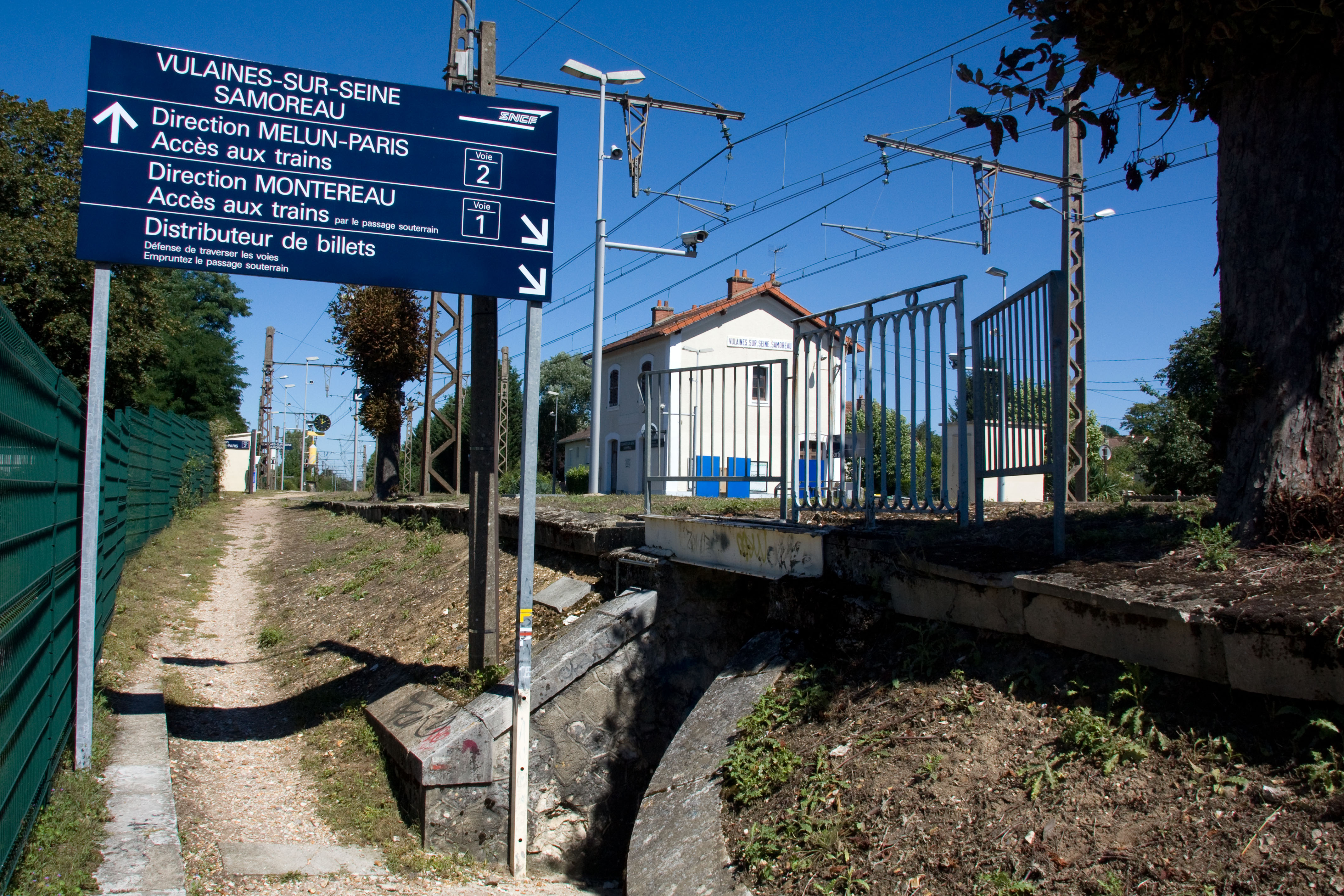
Accès au souterrain à partir de la voie 2.
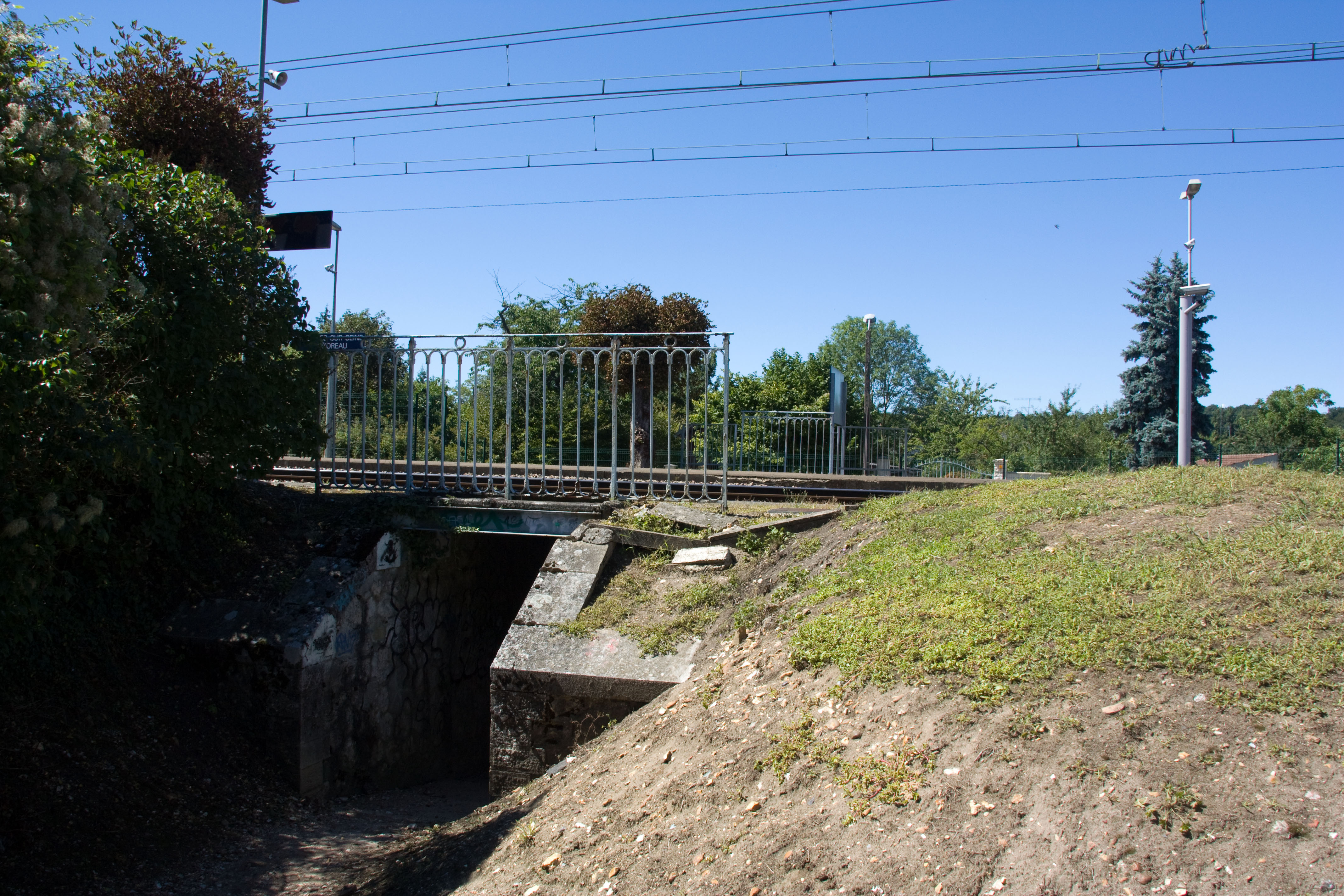
Accès au souterrain à partir de la voie 1.

## Iconographie
- Vulaines - La Gare, édition Lebrun, carte postale ancienne (avant 1910)
(Voies et bâtiment voyageurs, avec train arrivant en gare.)
- Vulaines-sur-Seine - La Gare, édition Cumpérat, carte postale ancienne (début des années 1900)
(Voies, bâtiment voyageurs et abri de quai, un train arrive en gare.)
- Vulaines-sur-Seine (Seine-et-Marne) - La Gare, édition Aramand - café hôtel « La Belotte », carte postale ancienne (début des années 1900)
(Voies, bâtiment voyageurs et abri de quai.)